# Jelniki (Kaliningrad, Tschernjachowsk)
Jelniki (russisch Ельники, deutsch Weidlacken, litauisch Veidlaukiai auch: Žakai) ist ein Ort in der russischen Oblast Kaliningrad. Er gehört zur kommunalen Selbstverwaltungseinheit Stadtkreis Tschernjachowsk im Rajon Tschernjachowsk.

## Geographische Lage
Jelniki liegt etwa 23 Kilometer nordwestlich der Rajonstadt Tschernjachowsk (Insterburg) an der Kommunalstraße 27K-125 von Dalneje (Groß Schirrau) an der Föderalstraße A216 (ehemalige deutsche Reichsstraße 138, heute auch Europastraße 77) über Schaworonkowo (Wirbeln) und Kamenskoje (Saalau) nach Meschduretschje (Norkitten) an der Föderalstraße A229 (alte Reichsstraße 1, heute auch Europastraße 28). Eine Bahnanbindung besteht heute nicht mehr, seitdem die Bahnstrecke Kauschen–Wirbeln der Insterburger Kleinbahnen nicht mehr betrieben wird.

## Geschichte
Die Gründung des bis 1946 Weidlacken heißenden Dorfes fiel in die Mitte des 17. Jahrhunderts. Am 13. Juni 1874 wurde der Ort Amtsdorf und damit namensgebend für einen neu errichteten Amtsbezirk, der bis 1945 zum Kreis Wehlau im Regierungsbezirk Königsberg der preußischen Provinz Ostpreußen gehörte.
Im Jahre 1945 kam Weidlacken in Kriegsfolge mit dem nördlichen Ostpreußen zur Sowjetunion. 1950 erhielt der Ort die russische Bezeichnung Jelniki und wurde dem Dorfsowjet Kamenski selski sowjet im Rajon Tschernjachowsk zugeordnet. Von 2008 bis 2015 gehörte Jelniki zur Landgemeinde Kamenskoje selskoje posselenije und seither zum Stadtkreis Tschernjachowsk.

### Einwohnerentwicklung
| Jahr | Einwohner |
| ---- | --------- |
| 1910 | 252       |
| 1933 | 253       |
| 1939 | 233       |
| 2002 | 51        |
| 2010 | 31        |

### Amtsbezirk Weidlacken (1874–1945)
Zu dem 1874 neu errichteten Amtsbezirk Weidlacken gehörten ursprünglich die Gutsbezirke (GB) bzw. Landgemeinden (LG):
| Deutscher Name                                                    | Russischer Name    | Bemerkungen                                                                                          |
| ----------------------------------------------------------------- | ------------------ | --- |
| Alt Löbkojen (GB), 1938–1946: Altlepkau                           |                    | 1928 in die Landgemeinde Lapischken (1938–1946: Fuchshügel) im Amtsbezirk Groß Schirrau umgegliedert |
| Groß Budlacken (LG)                                               | Kurortnoje         | |
| Groß Ponnau (LG)                                                  | Krasnooktjabrskoje | 1882 in den Amtsbezirk Plibischken umgegliedert                                                      |
| Kekorischken (LG), 1938–1946: Auerbach                            | Okunjowo           | 1882 in den Amtsbezirk Plibischken umgegliedert                                                      |
| Kerulaten², 1938–1946: Kerlaten                                   | Saltykowo          | 1892 in die Landgemeinde Klein Budlacken eingegliedert                                               |
| Klein Budlacken (GB)                                              | Saltykowo          | |
| Klein Ponnau (LG)                                                 |                    | 1882 in den Amtsbezirk Plibischken umgegliedert                                                      |
| Muplacken (LG), 1938–1946: Moptau                                 | Saltykowo          | |
| Obszerninken (LG), 1936–1938: Obscherninken, 1938–1946: Dachsrode | Partisanskoje      | |
| Plompen (LG)                                                      | Rajewskoje         | |
| Weidlacken                                                        | Jelniki            | |

(² = kommunalfreie Ortschaft)
Am 1. Januar 1945 gehörten noch sechs Gemeinden dem Amtsbezirk Weidlacken an: Dachsrode, Groß Budlacken, Klein Budlacken, Moptau, Plompen und Weidlacken.

## Kirche
Mehrheitlich gehörte die Bevölkerung Weidlackens vor 1945 zur evangelischen Kirche und war zur Kirche Groß Schirrau (heute russisch: Dalneje) eingepfarrt. Sie gehörte zum Kirchenkreis Wehlau (Snamensk) in der Kirchenprovinz Ostpreußen der Kirche der Altpreußischen Union. Heute liegt Jelniki im Einzugsgebiet der neue gebildeten evangelisch-lutherischen Gemeinde in Talpaki (Taplacken), einer Filialgemeinde der Auferstehungskirche in Kaliningrad (Königsberg) in der Propstei Kaliningrad der Evangelisch-lutherischen Kirche Europäisches Russland.